# V827 Геркулеса
V827 Геркулеса (лат. V827 Herculis) — новая, двойная катаклизмическая переменная звезда (NA) в созвездии Геркулеса на расстоянии приблизительно 6849 световых лет (около 2100 парсек) от Солнца. Видимая звёздная величина звезды — от +18m до +7,5m.
Открыта Мэттью Гринхаусом 25 января 1987 года*.

## Характеристики
Первый компонент — аккрецирующий белый карлик. Масса — около 1,1 солнечной.